# Гамбургская модель Храма

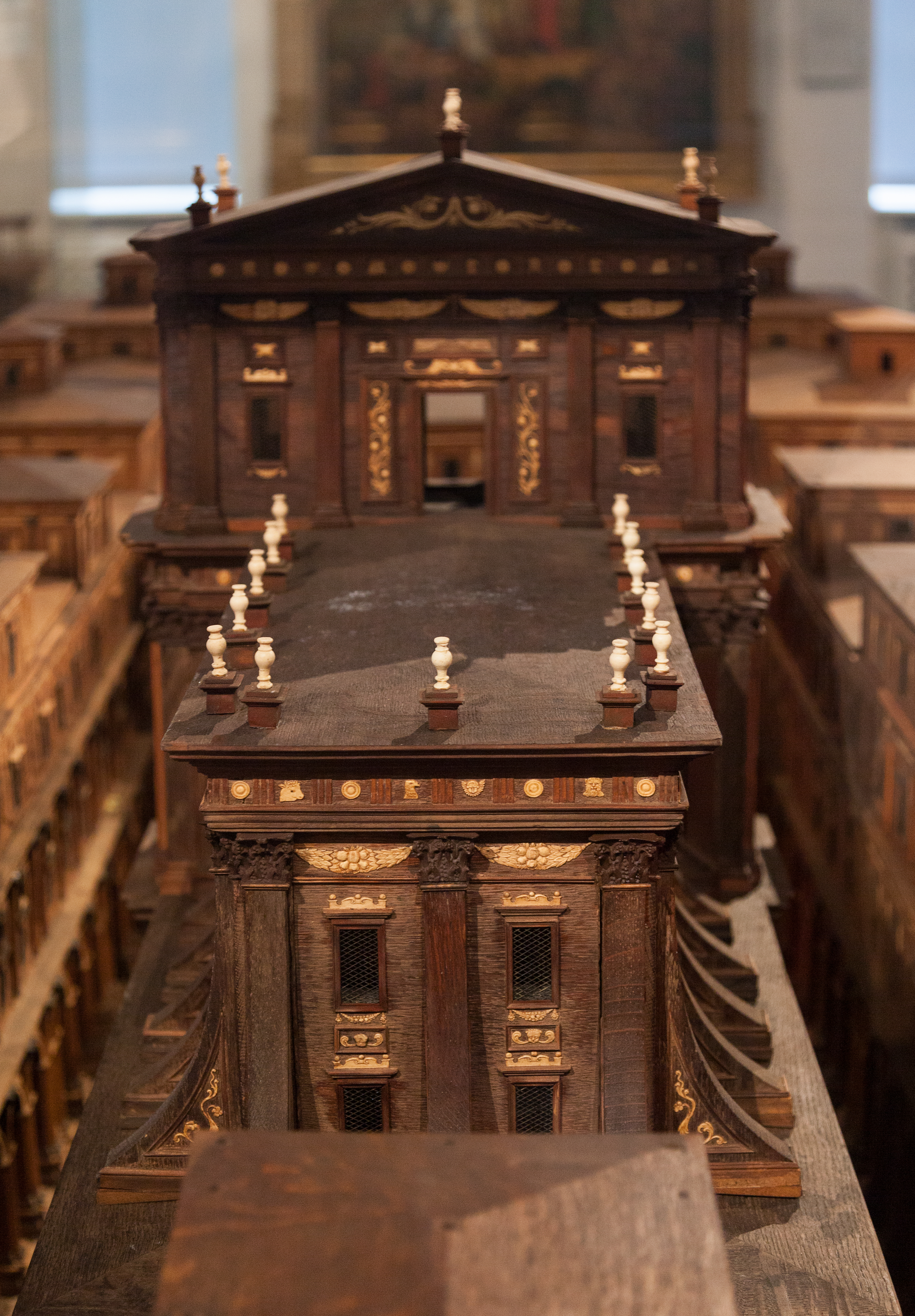
Деталь

Гамбургская модель Храма — архитектурная модель храма Соломона в стиле барокко. Она занимает площадь около 12 квадратных метров и сделана из дерева. Модель квадратная, с четырьмя крыльями и девятью дворами, из них два — в центральной оси.

## История

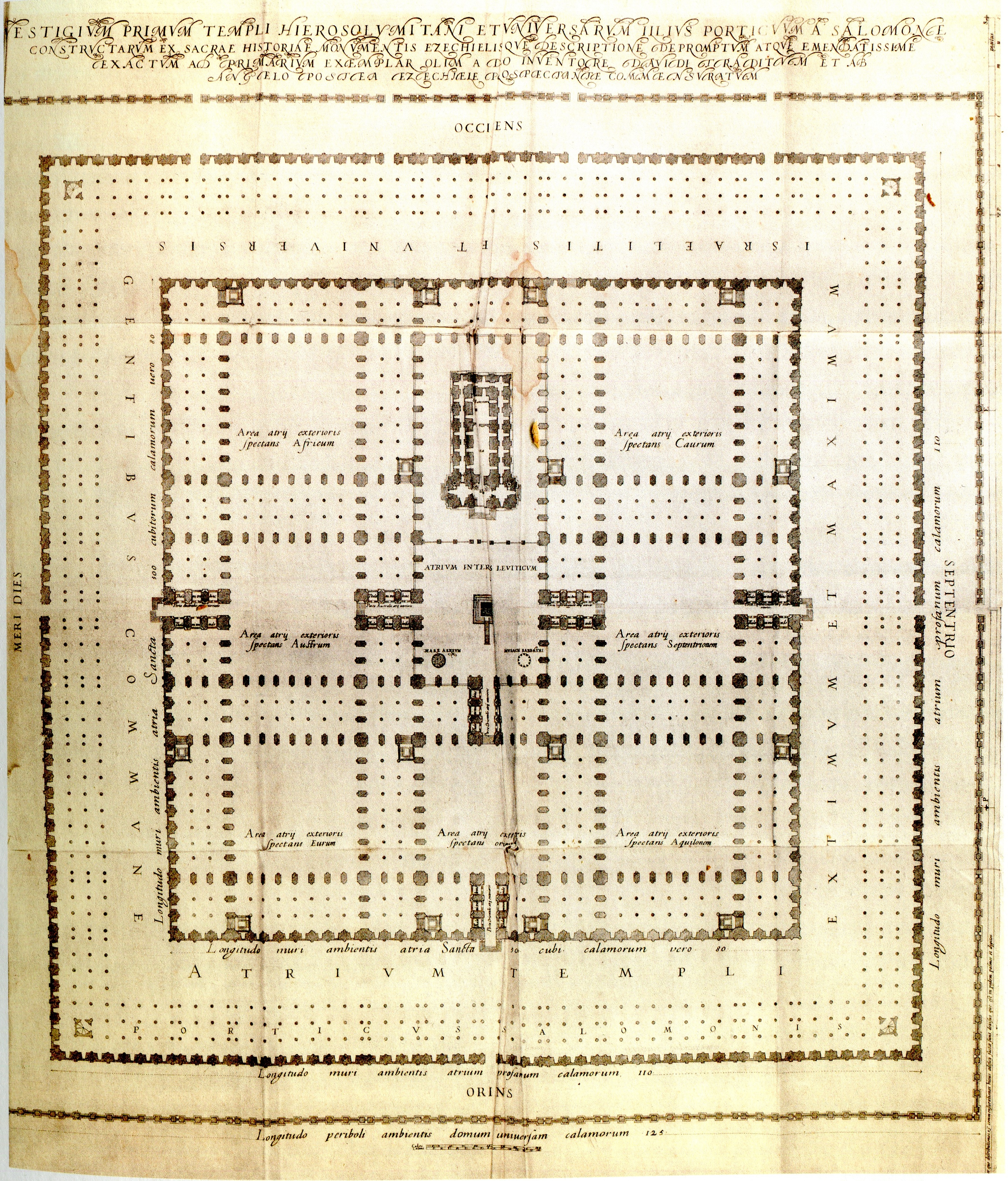
План этажа

Модель была сделана в период с 1680 по 1692 год по заказу гамбургского сенатора и основателя и директора Гамбургской оперы Герхарда Шотта (Gerhard Schott). Модель была впервые выставлена в этой опере. После смерти заказчика наследники Шотта выставили модель на продажу в Лондоне, где она была приобретена агентом Фридриха Августа I, короля Польши. В 1732 году она была перевезена в Дрезден, где была показана как часть коллекции еврейского церемониального искусства. После реструктуризации этой коллекции в начале XIX века у модели было несколько владельцев, вплоть до приобретения её в 1910 году Гамбургским музеем.

## Описание
Модель Шотта относится к традиции многих ренессансных и барочных попыток реконструкции Храма богословскими и архитектурными исследователями. Модель выстроена с тщательным соблюдением интерпретации испанского иезуита Хуана Баутиста Вильяльпандо от 1604 года, которая, в свою очередь, основана на описании третьего Храма в Книге пророка Иезекииля.
Причина заказа столь дорогой и сложной модели неизвестна.